# Heta Antisdotter
Heta Andersdotter (finska: Antintytär ), född 1783, död 1805, var den sista i Finland som brändes på bål vid avrättningen. 
Hon arbetade som piga i Hämäläis och dömdes för barnamord, sedan hon fött och dödat ett utomäktenskapligt barn. Hon var den sista person i Finland som dömdes till avrättning genom bränning på bål, och den sista som brändes på bål offentligt; dock blev hon halshuggen innan hon brändes.       